# 울라디슬라우 헤라스케비치
울라디슬라우 미하일로비치 헤라스케비치(우크라이나어: Владисла́в Миха́йлович Гераскевич, 1999년 1월 12일~)는 우크라이나의 스켈레톤 선수이다. 2018년 동계 올림픽과 2022년 동계 올림픽에 참가했으며 우크라이나 최초의 스켈레톤 선수이다.

## 경력
우크라이나 수도인 키이우에서 태어난 헤라스케비치는 아버지 미하일로에게 스켈레톤 훈련을 받았다. 2014년에 대회에 참가하기 시작했다. 이전에는 권투를 도전하려고도 했다.
2016년 2월 노르웨이 릴레함메르에서 열린 2016년 동계 청소년 올림픽에 참가해 8위를 했다. 한 달 전, 독일 빈터베르크에서 열린 주니어 세계 선수권 대회에서 17위를 기록했다. 다음 해, 라트비아 시굴다에서 열린 세계 주니어 선수권 대회에서 10위를 하였다.
2017년 2월 24일, 세계 선수권 대회에서 스켈레톤 경기에 출전한 최초의 우크라이나 선수가 되었다. 독일 쾨니히스제에서 열린 2017년 세계 선수권 대회에서 24위를 기록했다.
2017년 11월 10일, 스켈레톤 월드컵에 데뷔했고 미국 레이크플래시드에서 27위를 기록했다. 그 시즌 8개 대회 중 7개 대회에 참가했고 월드컵 부문에서 24위에 올랐다.
2018년 1월 15일, 우크라이나는 남자 스켈레톤 대회에서 이 스포츠에서 우크라이나 역사상 처음으로 1쿼터를 받았다고 발표하였다. 2018년 동계 올림픽에서 12위를 기록했으며, 우크라이나에서 엄청난 성공으로 간주되었다. 이러한 성공 이후, 우크라이나 공영 텔레비전 방송사 UA:First는 우크라이나 텔레비전 역사상 처음으로 스켈레톤 월드컵을 중계하기 시작했다.
다음 2018–19 월드컵에 라트비아 시굴다에서 9위를 기록 하며 좋은 성적을 거두었다. 그러나 유럽 선수권 대회에서 2차 예선 진출에 실패하였다. 2019년 세계 선수권 대회에서는 14위를 기록했다.
2021-22 올림픽 시즌 전에 상대적으로 안정적인 결과를 보여 10위권에 두 번 진입했다. 2022년 12월 31일, 라트비아 시굴다 월드컵에서 6위에 랭크되어 새로운 기록을 세웠다.
2022년, 베이징에서 열린 두 번째 동계 올림픽 후보로 지명되었다. 올림픽에서 "No War in Ukraine" (2021년~2022년 러시아-우크라이나 위기 관련)에 적혀있는 팻말을 들었으며, 이는 모든 정치적 표시 또는 시위를 금지하는 올림픽 헌장 규칙 50조항을 위반할 가능성이 있었으나, 국제 올림픽 위원회 (IOC)는 "평화를 위한 일반적인 요구"라고 하였으며 이 팻말에 대한 영향을 받지 않을 것이라고 밝혔다.

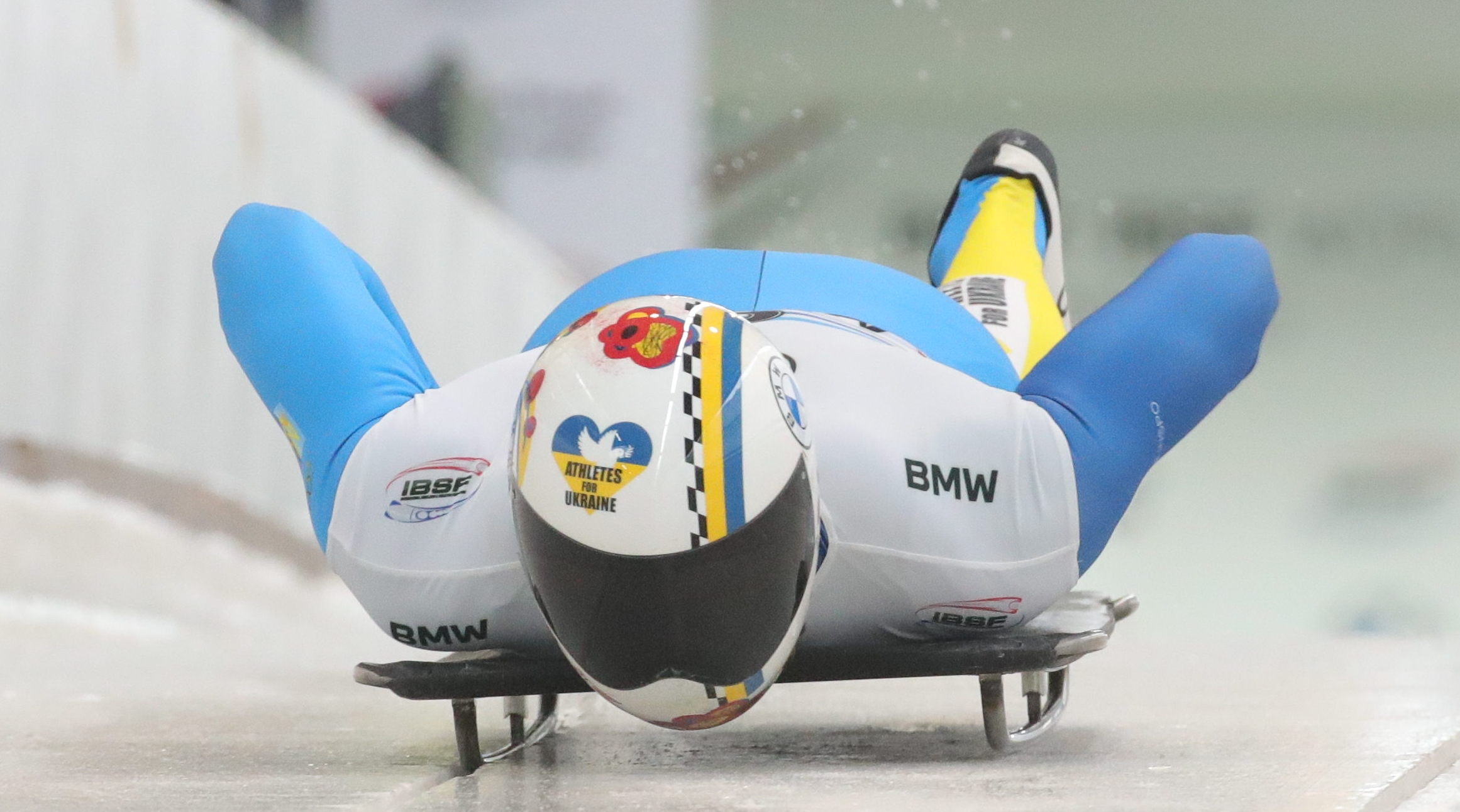
2023년 유럽 선수권 대회 당시의 헤라스케비치

## 개인사
키이우 대학교 물리학과를 졸업하였다.

## 경기 기록

### 동계 올림픽
| 연도 | 대회          | 순위 |
| ---- | ------------- | ---- |
| 2018 | 대한민국 평창 | 12   |
| 2022 | 중국 베이징   | 18   |

### 세계 선수권
| 연도 | 대회                        | 순위 |
| ---- | --------------------------- | ---- |
| 2017 | 독일 쾨니히스제             | 24   |
| 2019 | 캐나다 휘슬러 슬라이딩 센터 | 14   |
| 2020 | 독일 알텐베르크             | 14   |
| 2021 | 독일 알텐베르크             | 13   |

### 유럽 선수권
| 연도 | 대회                  | 순위 |
| ---- | --------------------- | ---- |
| 2018 | 오스트리아 인스브루크 | 15   |
| 2019 | 오스트리아 인스브루크 | 15   |
| 2020 | 라트비아 시굴다       | 11   |
| 2021 | 독일 빈터베르크       | 11   |
| 2022 | 스위스 장크트모리츠   | 10   |

### 스켈레톤 월드컵

#### 순위
| 시즌    | 순위 | 포인트 |
| ------- | ---- | ------ |
| 2017–18 | 24   | 404    |
| 2018–19 | 9    | 944    |
| 2019–20 | 13   | 896    |
| 2020–21 | 13   | 880    |
| 2021–22 | 16   | 816    |

#### 결과
| 시즌    | 장소 | 포인트 | 1      | 2      | 3      | 4      | 5      | 6      | 7      | 8      |
| ------- | ---- | ------ | ------ | ------ | ------ | ------ | ------ | ------ | ------ | ------ |
| 2017–18 | 24위 | 404    | LPL 27 | PAC 13 | WHI 18 | WIN 31 | IGL 27 | ALT —  | STM 26 | KON 15 |
| 2018–19 | 9위  | 944    | SIG 9  | WIN 17 | ALT 14 | IGL 22 | STM 12 | LPL 12 | CAL 12 | CAL 9  |
| 2019–20 | 13위 | 896    | LPL 12 | LPL 18 | WIN 16 | LAP 8  | INS 17 | KON 11 | STM 16 | SIG 14 |
| 2020–21 | 13위 | 896    | SIG 12 | SIG 9  | INS 14 | INS 11 | WIN 11 | STM 11 | KON —  | INS 18 |
| 2021–22 | 16위 | 816    | INS 22 | INS 21 | ALT 10 | WIN 19 | ALT 12 | SIG 6  | WIN 25 | STM 11 |